# Georg Albrecht Stübner
Georg Albrecht Stübner (* 20. März 1680 in Heilbronn; † 2. September 1723 in Bayreuth) war ein deutscher Dichter, Pastor und Professor.

## Leben
Nach seiner Schulzeit ging Stübner nach Wittenberg, wo er im Jahr 1699 Magister wurde. Im Jahr 1702 stellte er seine Dissertation mit dem Titel Ex historia diviniore de monomachia Davidis cvm gigante Philistaeo fertig. Zum Professor wurde er 1703 in Erlangen ernannt. Von 1703 bis 1708 war er anschließend Pastor in Neustadt am Kulm. In dieser Zeit veröffentlichte er das evangelische Liederbuch Palmen- und Cypressenzweige; fröhliche und traurige Gedichte. Danach zog es ihn nach Bayreuth, wo er zunächst Hofprediger und später Oberhofprediger, Superintendent und Konsistorialrat war. 
Georg Albrecht Stübner war der Lehrer von Herzog Friedrich Wilhelm von Kurland und unterrichtete ihn in lateinischer und französischer Sprache.
Georg Albrecht Stübner war der Vater von Friedrich Wilhelm Stübner, der von 1710 bis 1736 lebte und Mathematiker sowie Philosoph war.

## Schriften (Auswahl)
- De corporibus mundi totalibus, Wittenberg 1700, Buch
- Ex historia diviniore de monomachia Davidis cvm gigante Philistaeo, Wittenberg 1702, Dissertation, OCLC-Nummer:	48590612
- Palmen- und Cypressenzweige; fröhliche und traurige Gedichte, Erlangen 1705, Liedersammlung
- Neue Historische, Politische und Moralische Gedancken, Sinnbilder, Gedichte und Erfindungen, Erlangen 1708, Buch
- Baireuthisches Gesangbuch, Bayreuth 1720, Liedersammlung
- Die Wunderbahren Wege Gottes, In Befoerderung und Erhaltung der Evangelischen Warheit, Bayreuth 1721, Buch